# All I Want Is You/Tiger in a Spotlight
All I Want Is You/Tiger in a Spotlight è un singolo della progressive rock-band inglese Emerson, Lake & Palmer, pubblicato dalla Atlantic nel 1978.

## I brani
Il brano presente sul lato A è la stessa traccia di apertura dell'album Love Beach, mentre il retro è lo stesso brano che apre il precedente album, Works Volume 2, dell'anno prima.

## Tracce
1. All I Want Is You (dall'album Love Beach) – 2:35 (testo: Peter Sinfield – musica: Greg Lake)
2. Tiger in a Spotlight (dall'album Works Volume 2) – 4:36 (Emerson-Lake-Palmer-Sinfield)

## Musicisti
- Keith Emerson - tastiere
- Greg Lake - basso, chitarre, voce
- Carl Palmer - batteria, percussioni